# Портрет госпожи Трабюк
Портрет госпожи Трабюк — картина Винсента Ван Гога из собрания Государственного Эрмитажа.
Картина написана в сентябре 1889 года, когда Ван Гог находился в приюте для душевнобольных в Сен-Реми. Моделью послужила Жанна Лафюи Трабюк, жена старшего надзирателя госпиталя Сен-Поль-де-Мозоль в Сен-Реми Шарля-Эльзеара Трабюка, в тот момент ей было 55 лет. Перед этим Ван Гог написал и портрет самого Трабюка и тут же сделал с него копию, ныне хранящуюся в Швейцарии в городской художественной галерее Золотурна.

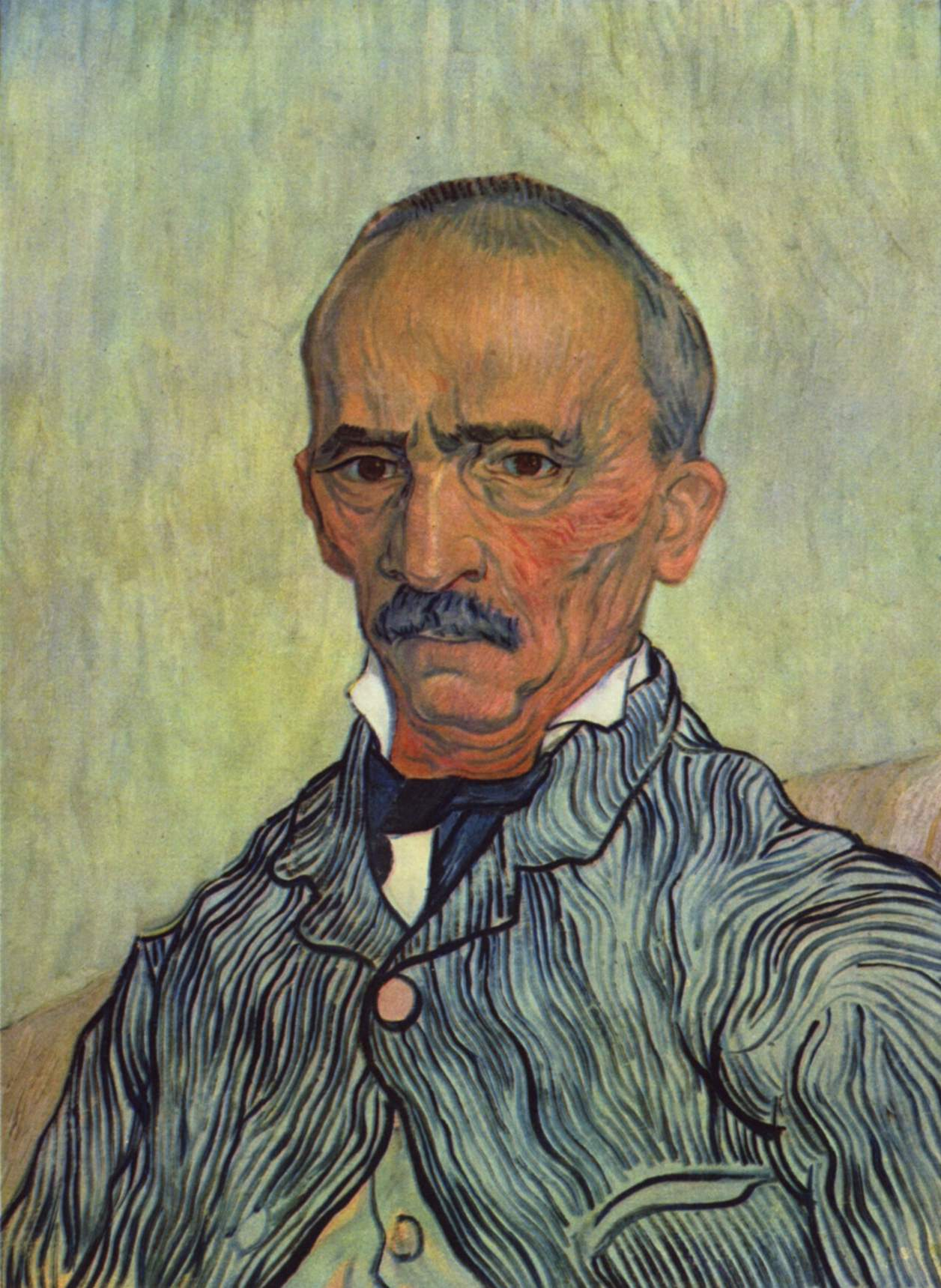
Винсент Ван Гог. «Портрет Трабюка». Холст, масло, 61 × 46.

Сам художник 10 сентября 1889 года в письме к своему брату Тео писал: 

«…Я закончил портрет надзирателя и повторил его для себя. … Я подарил ему портрет и напишу также его жену, если она согласится позировать. Она несчастная, поблекшая и смирная женщина, такая ничтожная и незаметная, что я испытываю острое желание изобразить на полотне эту запыленную травинку» . 

В очередном письме к брату 19 сентября Ван Гог отмечает: 

«Написал я также женский портрет — жену надзирателя. Мне кажется, он тебе понравится. Я сделал с него повторение, но оно получилось хуже чем оригинал. Боюсь, что модель заберет у меня именно его, а мне хочется, чтобы он достался тебе. Сделан он в розовом и черном» .

В письме к сестре Виллемине он добавлял: «Поблекшее, усталое рябое лицо, цвет опаленного солнцем лица — оливковый. Выгоревшее чёрное платье, украшенное геранью деликатного розового оттенка, фон нейтральный, между розовым и зелёным». Судя по описаниям, госпожа Трабюк также взяла себе оригинальный портрет (местонахождение которого на текущий момент неизвестно), а у Ван Гога осталась копия. Портрет был написан на очень тонком холсте, который почти сразу получил прорывы в нижней своей части, и был дублирован на доску красного дерева.
Поcле смерти Винсента Ван Гога и его брата Тео эта картина, в числе прочих работ, некоторое время хранилась в семье жены брата Йоханны Ван Гог-Бонгер и неоднократно бывала на выставках. В 1927 году оказалась в галерее Танхаузера в Берлине, в 1928 году была выставлена в Гамбурге в галерее Голдшмидта, где её в том же или следующем году приобрёл Отто Кребс. Во время Второй мировой войны была захвачена советскими войсками и отправлена в СССР в счет репараций; долгое время хранилась в запасниках Государственного Эрмитажа и была показана публике лишь в 1995 году на Эрмитажной выставке трофейного искусства; с 2001 года числится в постоянной экспозиции Эрмитажа и с конца 2014 года выставляется в Галерее памяти Сергея Щукина и братьев Морозовых в здании Главного Штаба (зал 413).
Главный научный сотрудник Отдела западноевропейского изобразительного искусства Государственного Эрмитажа, доктор искусствоведения А. Г. Костеневич описывая картину отмечал:

Чета Трабюк была чужда художнику во всех отношениях, но они всё же олицетворяли для него черты человеческой натуры, не оставлявшие его равнодушным. Нельзя сказать, что он отождествлял судьбы, свою и жены надзирателя, но нельзя и отрицать несомненного сопереживания: в условиях госпиталя для душевнобольных Ван Гог не мог не примеривать на себя долю «запыленной травинки», тем более что мужа этой женщины, человека с сильным и жёстким характером, он воспринимал как полную противоположность себе.